# Hyloniscus siculus
Hyloniscus siculus är en kräftdjursart som beskrevs av Mehely 1929. Hyloniscus siculus ingår i släktet Hyloniscus och familjen Trichoniscidae. Inga underarter finns listade i Catalogue of Life.